# St. Benedikt (Eichenbarleben)

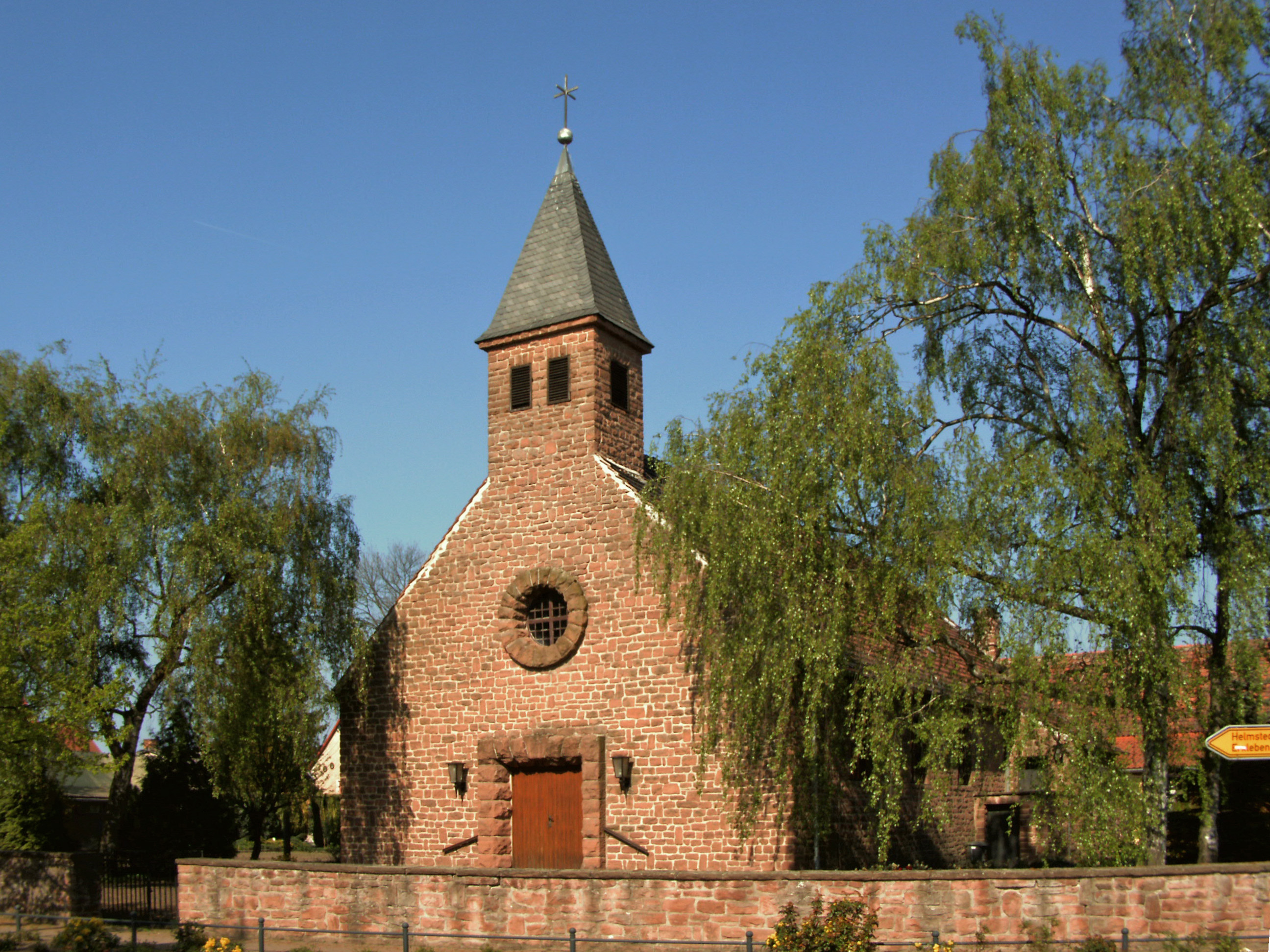
St.-Benedikt-Kirche

St. Benedikt ist die katholische Kirche in Eichenbarleben, einem Ortsteil der Einheitsgemeinde Hohe Börde im Landkreis Börde in Sachsen-Anhalt. Sie gehört zur Pfarrei „St. Christophorus“ mit Sitz in Haldensleben, im Dekanat Stendal des Bistums Magdeburg. Die nach dem heiligen Benedikt von Nursia benannte Kirche befindet sich an der Bundesstraße 1 und hat die Adresse „An den Kirchen 1“. Sie ist im Denkmalverzeichnis des Landes Sachsen-Anhalt (10.2, S. 52, ID 094 75079) verzeichnet.

## Geschichte
Unter Andreas von Alvensleben, damals Herr auf Schloss Eichenbarleben, wurde 1550 in Eichenbarleben die Reformation eingeführt. Johann Plücker, der letzte katholische Pfarrer von Eichenbarleben, trat mit seiner Gemeinde zum evangelisch-lutherischen Glauben über.
Einzelne Katholiken, die in der ersten Hälfte des 19. Jahrhunderts in Eichenbarleben wohnten, gehörten zur Pfarrei Meyendorf. Erst ab etwa Mitte des 19. Jahrhunderts ließen sich in Eichenbarleben und umliegenden Dörfern der Magdeburger Börde wieder Katholiken in größerer Zahl nieder, sie waren als Saisonarbeiter in der Landwirtschaft tätig. 1859 wurde seitens der Pfarrei Althaldensleben in Eichenbarleben eine Missionspfarrei errichtet, für ihre ab dem 22. Oktober 1859 stattfindenden Gottesdienste stellte ein katholischer Kaufmann in seinem Haus (Eichenbarleben Nr. 22) einen Raum als Kapelle zur Verfügung.
Infolge der Flucht und Vertreibung Deutscher aus Mittel- und Osteuropa erhöhte sich die Zahl der Katholiken im Raum Eichenbarleben ab 1945 durch Flüchtlinge und Heimatvertriebene aus Ostpreußen, Schlesien und dem Sudetenland auf rund 1600. Infolgedessen wurde zum 1. Oktober 1945 in Eichenbarleben eine katholische Kirchengemeinde gegründet und Alfons May zu ihrem ersten Seelsorger ernannt. May war Vikar der Pfarrei Althaldensleben mit Dienstsitz in Eichenbarleben, bis er 1946 als Vikar nach Salzwedel wechselte. Sein Nachfolger wiederum wurde 1947 von Benediktinerpater Basilius Urbasek (1915–2008) aus dem Kloster Rohr (Niederbayern) abgelöst. P. Basilius fügte als Vikar der Pfarrei Althaldensleben die Katholiken im Gebiet von Eichenbarleben zu einer Gemeinde zusammen. Die Gottesdienste hielt er in den evangelischen Kirchen von Eichenbarleben, Hermsdorf, Hohenwarsleben und Irxleben. Am 1. November 1947 wurde in Eichenbarleben eine zur Pfarrei Althaldensleben gehörende Kuratie errichtet.
Nachdem ein Hausgrundstück erworben worden war, erfolgte am 24. August 1952 durch Pfarrer Karl Graskämper die Grundsteinlegung für den Kirchenbau, und mit großer Eigenleistung der Gemeindemitglieder wurde die St.-Benedikt-Kirche erbaut. Der CDU-Politiker Franz Eiselt hatte für die erforderlichen Genehmigungen gesorgt. Am 14. Juni 1953 wurde die Kirche durch Friedrich Maria Rintelen, den in Magdeburg residierenden Weihbischof des Erzbistums Paderborn, zu dem Eichenbarleben damals gehörte, eingeweiht.
Am 1. April 1954 folgte die Erhebung der Kuratie zur Pfarrvikarie (Filialkirchengemeinde) mit eigenem Kirchenvorstand und eigener Vermögensverwaltung, und Pater Basilius Urbasek wurde ihr erster Vikar. Zur Pfarrvikarie Eichenbarleben gehörten außer Eichenbarleben auch die Ortschaften Bornstedt, Drackenstedt, Hemsdorf, Hermsdorf, Hohenwarsleben, Irxleben, Mammendorf und Ochtmersleben.
1954 wurden auch das neben der Kirche gelegene Pfarrhaus und ein kleines Jugendheim fertiggestellt. 1956 wurde Pater Basilius Urbasek wieder in das Kloster Rohr zurückversetzt, Pfarrvikar Waldemar Karl (1927–2016) wurde sein Nachfolger.
Im Dezember 1975 verließ mit Pfarrvikar Willy Schmitz der dritte und letzte ortsansässige Priester Eichenbarleben. Ab 1976 wohnte Diakon Johannes Hoffmann (1932–2018) im Eichenbarlebener Pfarrhaus, er führte die Kirchenbücher weiter, hielt Wortgottesdienste und gestaltete das Gemeindeleben. Bis 1978 war die Zahl der Katholiken in der Pfarrvikarie auf 557 abgesunken. Nachdem er bereits 1998 pensioniert worden war, zog er 2002 in die Pfarrei Maria Hilfe der Christen nach Magdeburg.
Vom 1. Januar 2000 an gehörte die Kirche zur Neu Olvenstedter Pfarrei St. Josef, zuvor hatte sie zwischenzeitlich zur Herz-Jesu-Gemeinde in Eilsleben gehört. Am 1. März 2007 wurde der Gemeindeverbund „Haldensleben – Eichenbarleben – Groß Ammensleben – Weferlingen – Wolmirstedt“ (Aller-Ohre St. Christophorus) gegründet, zu dem von da an die Kirche gehörte. Damals gehörten zur Pfarrvikarie Eichenbarleben nur noch rund 330 Katholiken. Am 2. Mai 2010 entstand aus dem Gemeindeverbund die heutige Pfarrei „St. Christophorus“. Zu ihr gehören außer der St.-Benedikt-Kirche auch die Kirchen „St. Johannes Baptist“ in Althaldensleben, „Heilig Kreuz“ in Calvörde, „St. Nikolaus von der Flüe“ in Colbitz, „St. Peter und Paul“ in Groß Ammensleben, „St. Liborius“ in Haldensleben, „St. Josef und St. Theresia vom Kinde Jesu“ in Weferlingen, „St. Josef“ in Wolmirstedt sowie die Wallfahrtskapelle „St. Anna“ auf Gut Glüsig. Die Pfarrvikarie Eichenbarleben wurde in diesem Zusammenhang aufgehoben. Gemäß der Volkszählung in der Europäischen Union 2011 gehörten von den 18.133 Einwohnern der Gemeinde Hohe Börde 480 der römisch-katholischen Kirche an, somit 2,6 %.

## Architektur und Ausstattung

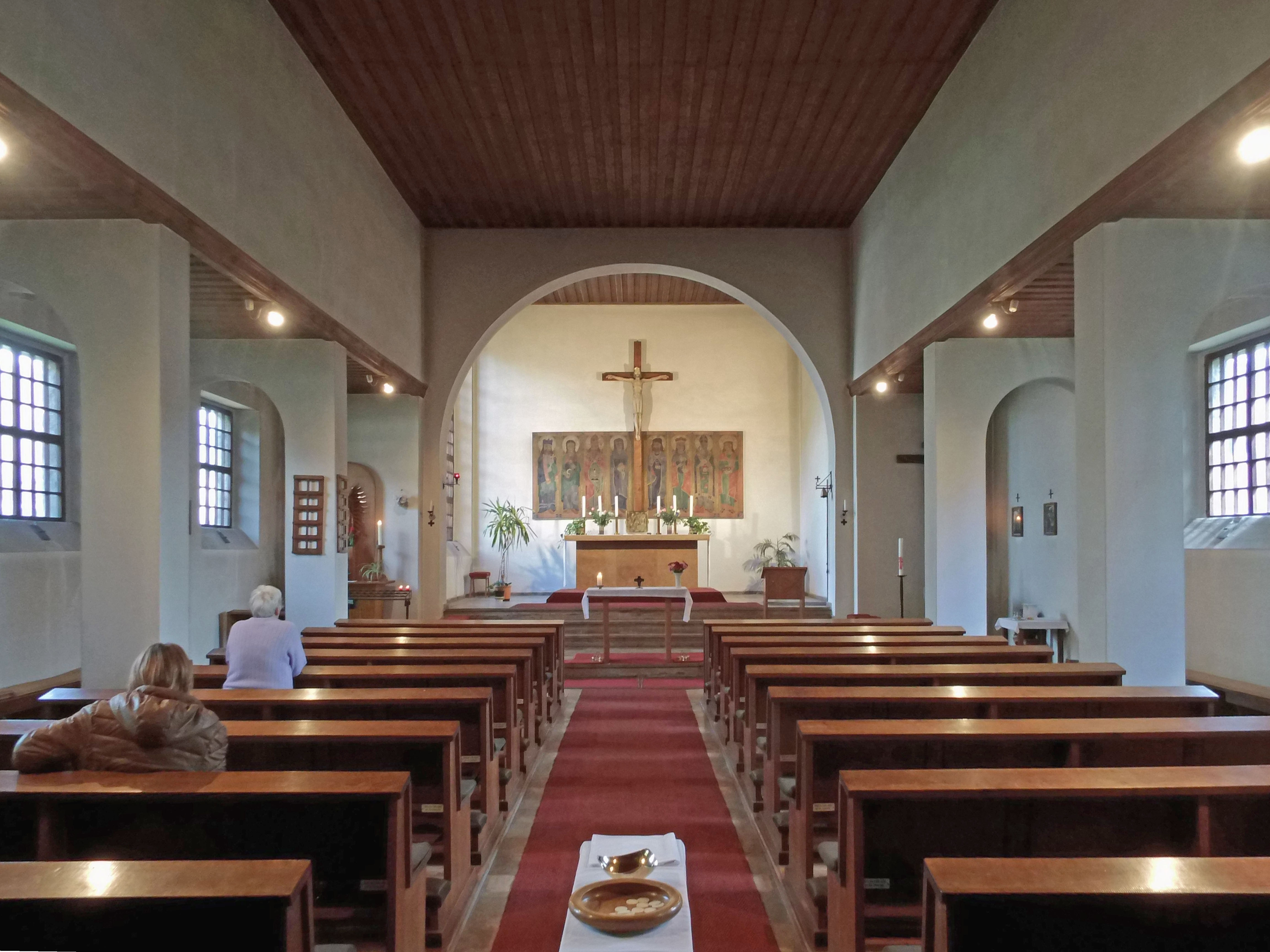
Inneres

Die Kirche wurde nach Plänen des Architekten Hermann Lippsmeier aus Magdeburg errichtet, der Anfang der 1950er Jahre bereits die Kirchen St. Johannes-Baptist in Ottleben, Heilig-Kreuz in Calvörde, St. Andreas in Magdeburg und St. Marien in Groß Rosenburg entworfen hatte.
Die kleine, geostete Saalkirche ist aus regionalen roten Bruchsteinquadern (Bebertaler Sandstein) erbaut, ausgeführt als Langhaus mit eingezogenem Rechteckchor. Sie befindet sich nur etwa 60 Meter von der evangelischen St.-Nicolai-Kirche entfernt. Über dem Eingangsportal der St.-Benedikt-Kirche befindet sich ein Oculus, darüber der turmartige Dachreiter, in dem sich eine Glocke befindet. Bemerkenswert ist das auf dem Dachreiter befindliche Kreuz. Abweichend von der gewohnten Form hat es nicht wie üblich zwei Kreuzbalken, sondern drei. In jede Himmelsrichtung weist ein Kreuzbalken, und von jeder Blickrichtung aus ist es als Kreuz erkennbar.
Der Innenraum bietet 72 Sitzplätze. An der Rückwand des Altarraumes befinden sich ein Kruzifix und ein Wandteppich; er stellt die Heiligen Johannes Nepomuk, Notburga von Rattenberg, Bonifatius, Scholastika von Nursia, Benedikt von Nursia, Hedwig von Andechs, Norbert von Xanten und Elisabeth von Thüringen dar. Links und rechts vom Altarraum haben eine Marienstatue und das Taufbecken ihren Platz, an den Seitenwänden der 14 Stationen umfassende Kreuzweg. Die Orgel auf der Westempore wurde 1980 vom „VEB Frankfurter Orgelbau Sauer“ als Opus 2110 gefertigt. Unter der Orgelempore befinden sich eine Pietà, eine kleine Darstellung der heiligen Walburga und der Beichtstuhl.